# Гербайюм
Гербайюм (нід. Herbaijum) — село в нідерландській провінції Фрисландія. Входить до муніципалітету Вадхуке.
Його площа становить 3,05км², а населення станом на 2021 рік складало 260 осіб.
Перша згадка про населений пункт датується  13-им сторіччям.

## Галерея

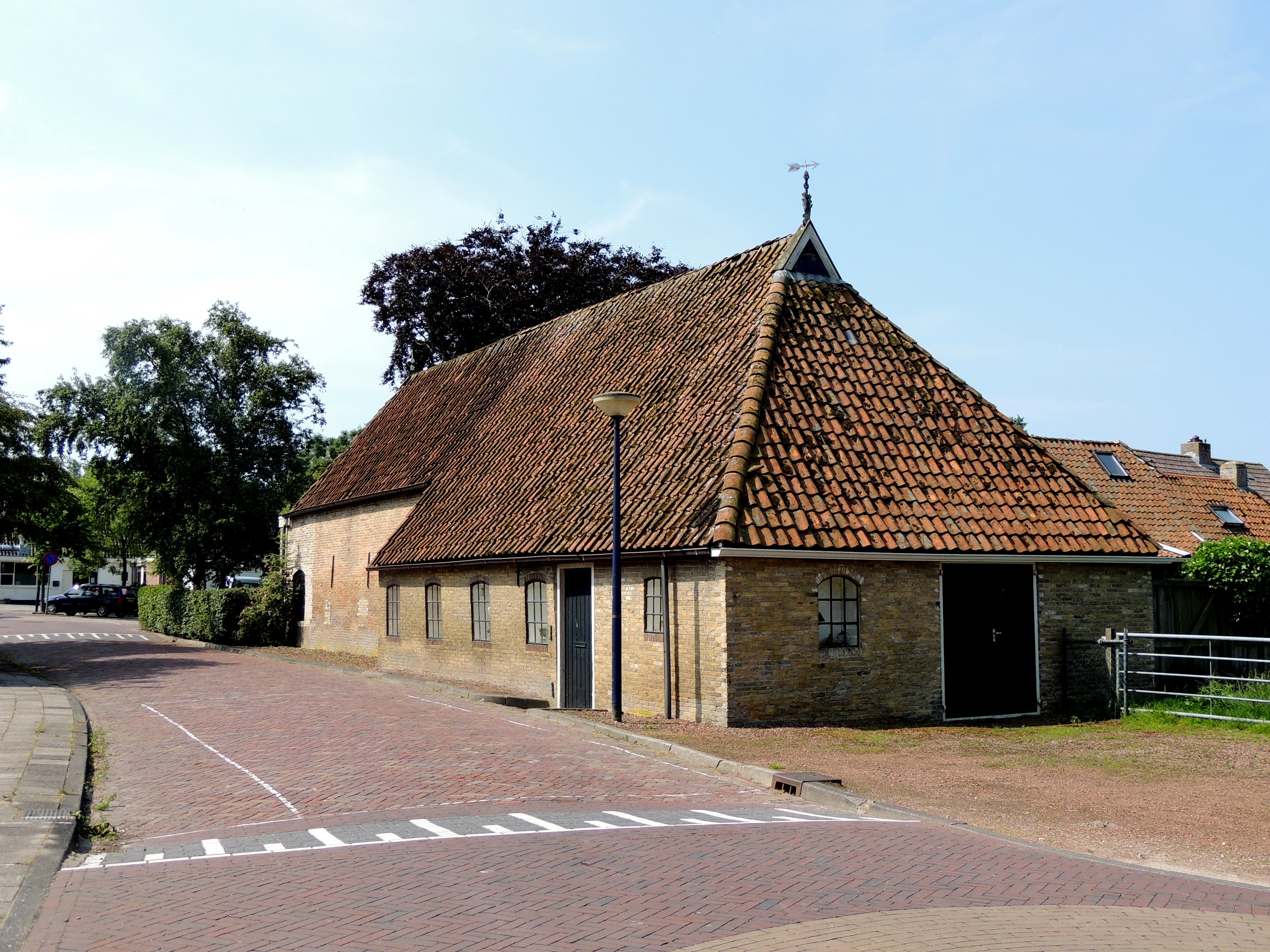
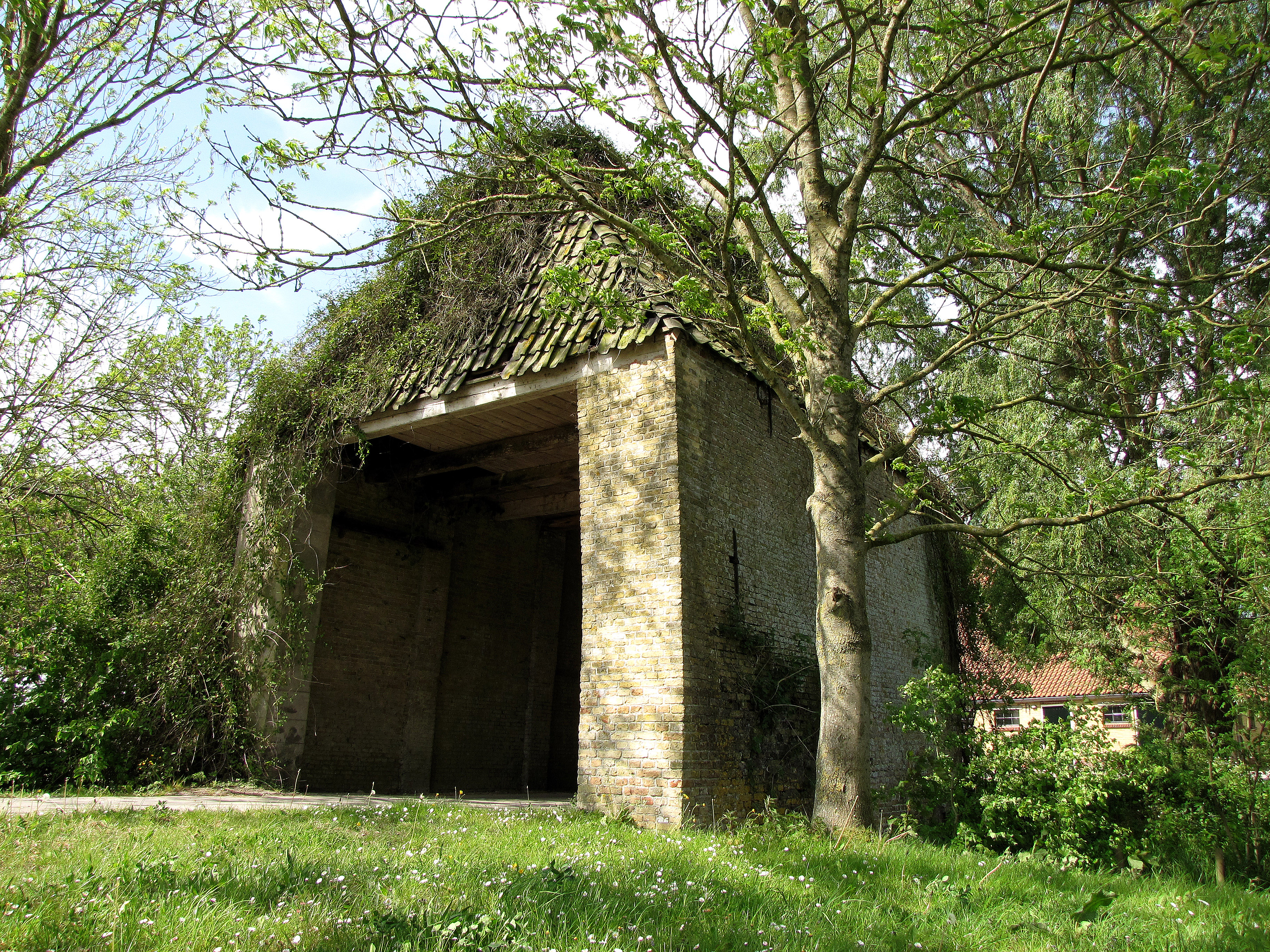
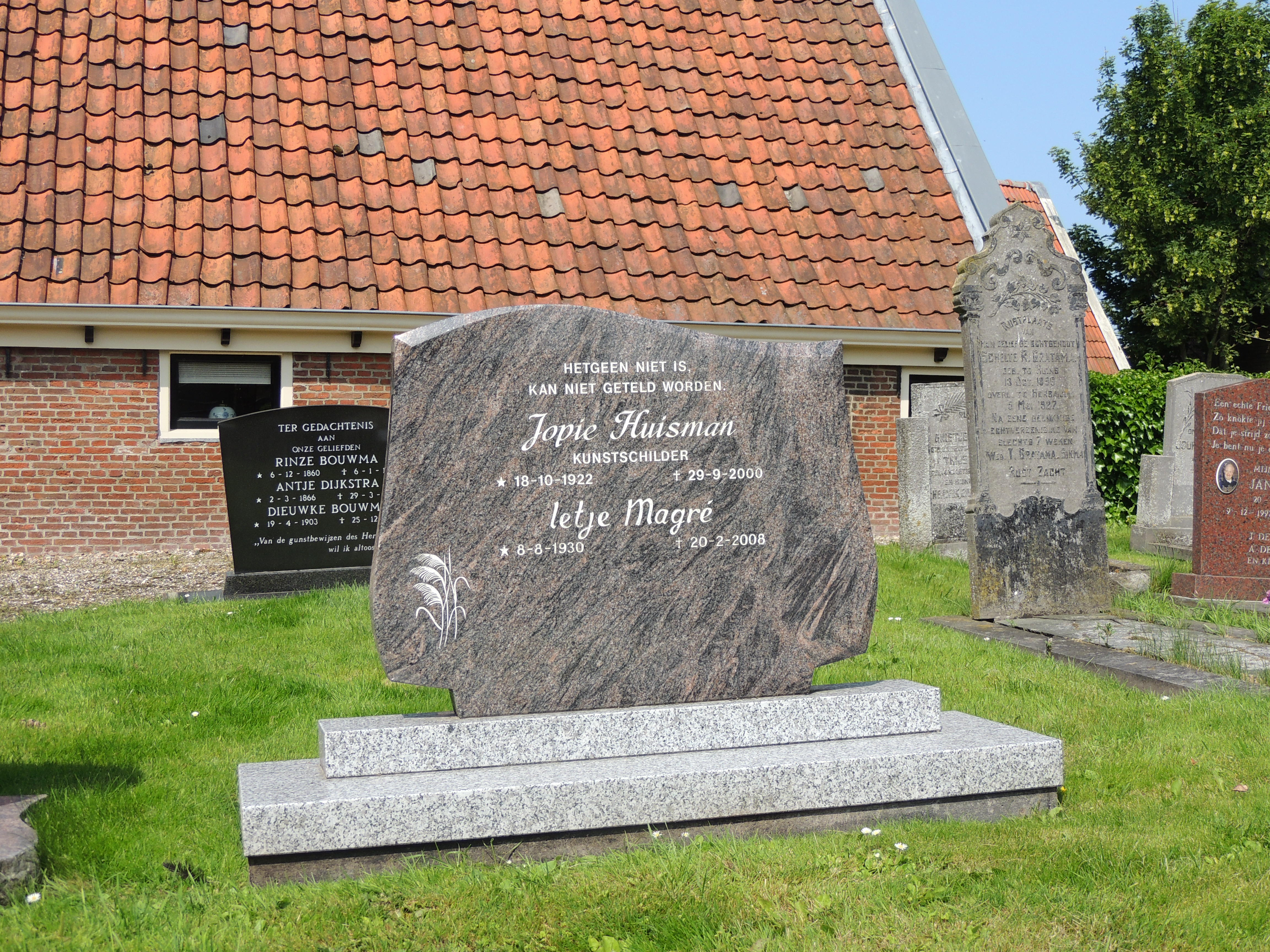